# Airport unité spéciale
Airport unité spéciale (Blank Meier Jensen) est une série télévisée allemande en un pilote de 90 minutes et 20 épisodes de 50 minutes, créée par Horst Frank et diffusée entre le 23 septembre 1992 et le 25 février 1993 sur le réseau ARD.
En France, la série a été diffusée à partir du 2 mai 1993 sur M6, et rediffusée sur RTL9.

## Synopsis
Cette série met en scène une unité spéciale chargée de combattre les trafiquants en tous genres dans l'aéroport de Francfort.

## Distribution
- Dietmar Bär : Jurgen Meier
- Joachim Kemmer (de) : Robert Blank
- Anja Schiller : Sybille Jensen

## Épisodes
1. Pression Fatale (Bella Italia (90 minutes)
2. Dopage connexion (7–8-9 Aus!)
3. Droit au but (Volltreffer)
4. Blanc bonnet, bonnet Blanc (Fuchsjagd)
5. Les trois dernières minutes (Ganze drei Minuten)
6. L'île verte (Schmutziges Geld)
7. Des tulipes dans la neige (Tulpen im Schnee)
8. Changement de priorité (Vorfahrt geändert)
9. Le cheval de troie (Trojanische Pferde)
10. Yankee (Yankee)
11. Mortel trafic (Gesundheit für die Dritte Welt)
12. Affaire grippée (Eine Nummer zu groß)
13. Situation sous surveillance (Unter Kontrolle)
14. Le bouillon de poulet (Sondermüll)
15. Morte dans cinq heures (Freundinnen)
16. La guerre des polices (Polizeikrieg)
17. Surenchère (High – Higher – Tot)
18. Le stilleto (Stiletto)
19. Importation illégale (Traumreisen)
20. Trafic d'art (Titanweiß)
21. Un flic en taule (Va Banque)